# Anguilloidei
Anguilloidei è un sottordine di pesci anguilliformi.
Questo sottordine includeva tradizionalmente diverse altre famiglie che sono state recentemente trasferite a nuovi sottordini: Chlopsidae, Heterenchelyidae, Moringuidae, Muraenidae e Myrocongridae.

## Famiglie
- Anguillidae
- Heterenchelyidae
- Moringuidae